# 埔心里
埔心里，是中華民國桃園市大園區的一里，原名埔心村，於桃園縣升格為直轄市後改為現名。
台灣桃園國際機場為於此里境內。

## 設施

### 交通
國道二號在里內設有大園交流道。鐵路方面台灣桃園國際機場捷運雖有經過該里，但未在境內設站。

### 學校
- 埔心國小

### 公園
- 埔心池公園